# Tinodes gabriella
Tinodes gabriella är en nattsländeart som beskrevs av Donald G. Denning 1973. Tinodes gabriella ingår i släktet Tinodes och familjen tunnelnattsländor. Inga underarter finns listade i Catalogue of Life.